# Suva
Suva es la capital de Fiyi. Está localizada en la costa sureste de la isla de Viti Levu, en la división de Fiyi Central, de la cual también es la capital. Suva se convirtió en la capital oficial de Fiyi en 1877 cuando la geografía de Kaivalagi, un antiguo asentamiento europeo en Levuka en la isla de Ovalau, se volvió muy restringida. En el censo de 1996, la ciudad de Suva tenía una población de 77.366 habitantes. En el censo de 2007 había pasado a 85.691. Incluyendo los suburbios independientes, la población del área urbana de Suva del Norte era de 173.399 en el mismo censo.

## Historia

### Época colonial
En 1868 el jefe bauano Seru Epenisa Cakobau, le vendió 5000 km² de terreno a la Compañía Polinesia, de los cuales 575 km² pertenecían a lo que era entonces la aldea de Suva. Dicha venta llevada a cabo a la compañía Australiana fue con el propósito de poder pagar sus deudas a los Estados Unidos. La Compañía Polinesia pensaba crear una industria de algodón con el terreno comprado, pero el clima de la región se lo impidió.
Después de la anexión de las islas de Fiyi al Reino Unido en 1874, las autoridades coloniales decidieron cambiar la capital, de Levuka a Suva en 1877. La transición se hizo oficial en 1882. El Coronel F.E. Pratt de los Ingenieros Reales fue nombrado Diseñador General en 1875 y diseño la nueva capital, con la asistencia de 'W. Stephens y el coronel R.W. Stewart.
En 1909 después de la promulgación de la Ordenanza de la Constitución del Municipio, Suva adquirió estatus municipal. La aldea originalmente consistía tan solo en una milla cuadrada, estos bordes permanecieron intactos hasta 1952 cuando los distritos de Muanikau y Samabula fueron anexados y expandieron su territorio más de 13 km². En octubre de ese año, Suva fue proclamada una ciudad, la primera de Fiyi. Tras esto fue anexada también Tamavua ampliando aún más el término municipal de Suva. La extensión más reciente de sus bordes fue la incorporación del distrito de Cunningham en el norte de la ciudad. El crecimiento urbano resultó en un número de suburbios a las afueras de la ciudad que actualmente forman parte del área Metropolitana de Suva.
El 14 de septiembre de 1953, a las 00:26 UTC tuvo lugar un terremoto de 6,75 Ms muy cerca de la ciudad, justo en la costa sureste de la isla de Viti Levu. El terremoto provocó un colapso de los arrecifes de coral y un corrimiento de tierras submarino que originaron un tsunami. Fallecieron ocho personas y se produjeron graves daños en los puentes y edificios de la ciudad.

### Independencia de Fiyi
El 10 de octubre de 1970 Fiyi se independizó del Reino Unido, pasando así la ciudad de Suva a convertirse en la capital del nuevo estado independiente. Posteriormente tras el golpe de Estado de 1987 el país se convirtió en una república y se promulgó una nueva constitución.
La celebración de los Juegos del Pacífico Sur de 2003 sirvió para la construcción de infraestructuras deportivas como un nuevo centro deportivo y gimnasio cubierto, piscina, estadio, campo de hockey y pistas, todo ello en los alrededores de Suva; la construcción de todas estas infraestructuras fue sufragada por el gobierno y por un paquete de ayuda de 16 millones de dólares procedente de la República Popular China.

## Geografía

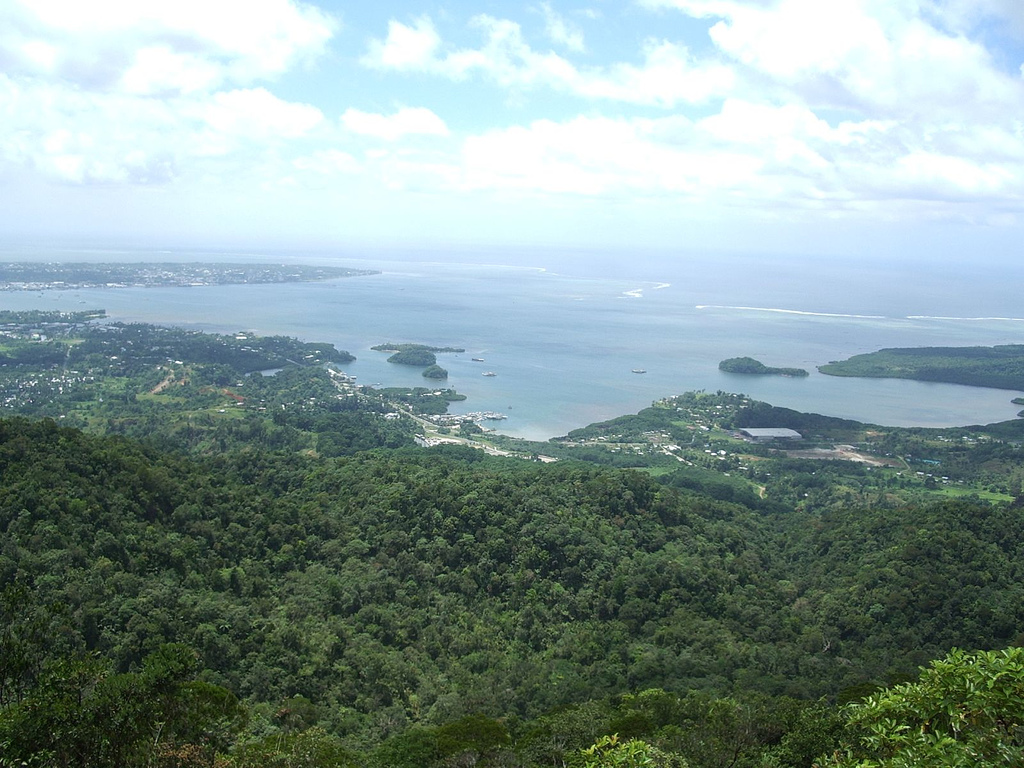
Vista de Suva.

La ciudad se encuentra situada en una península montañosa entre Laucala Bay y el puerto de Suva, en la esquina sureste de la isla de Viti Levu. Las montañas al norte y al oeste atrapan los vientos alisios del sureste, produciendo unas condiciones húmedas durante prácticamente todo el año.
Suva es el centro comercial y político de Fiyi, así como la ciudad más grande en el Pacífico Sur fuera de Australia y Nueva Zelanda. Cuenta con el mayor puerto del país, construido al oeste de la península de manglares en la que se encuentra localizada la propia ciudad.
Aunque Suva se ubica en una península, y está casi rodeada por el mar, la playa más próxima está a 40 kilómetros de distancia en Pacific Harbour, y la costa cercana está rodeada de manglares; una significativa parte del centro de la ciudad, incluyendo el antiguo Edificio Parlamentario, fue construida sobre estos.

### Clima

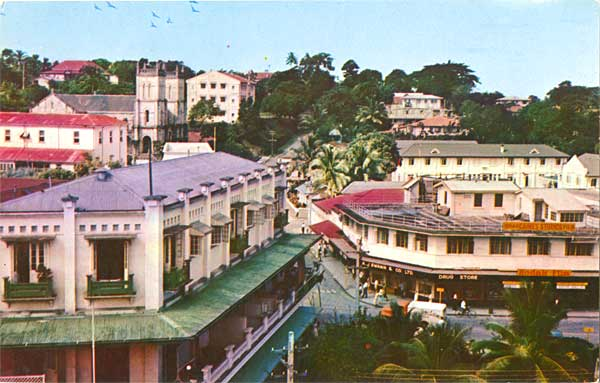
Distrito Comercial Central en los años 1950.

Suva cuenta con un clima ecuatorial bajo la clasificación climática de Köppen (Af). La ciudad recibe una abundante cantidad de precipitaciones durante el transcurso del año. Suva promedia 3000 mm de precipitación anual, julio es el mes más seco con un promedio de 125 mm de lluvia. De hecho, durante los 12 meses del año, la ciudad recibe precipitaciones sustanciales. Al igual que otras ciudades con un clima ecuatorial, las temperaturas son relativamente constantes durante todo el año, con un promedio máximo de alrededor de 28 °C y una mínima media de unos 22 °C.
Suva es conocida por sus precipitaciones considerables, y aunque no tiene más que Pohnpei, un Estado de Micronesia, tiene una precipitación notablemente más alta que Nadi y el lado occidental de Viti Levu, que es conocido por los ciudadanos de Suva como "the burning west". Las precipitaciones más abundantes se observan a partir de noviembre a mayo, mientras que los meses ligeramente más fríos entre junio y octubre son considerablemente más secos.
| Parámetros climáticos promedio de Suva, Fiyi | Parámetros climáticos promedio de Suva, Fiyi | Parámetros climáticos promedio de Suva, Fiyi | Parámetros climáticos promedio de Suva, Fiyi | Parámetros climáticos promedio de Suva, Fiyi | Parámetros climáticos promedio de Suva, Fiyi | Parámetros climáticos promedio de Suva, Fiyi | Parámetros climáticos promedio de Suva, Fiyi | Parámetros climáticos promedio de Suva, Fiyi | Parámetros climáticos promedio de Suva, Fiyi | Parámetros climáticos promedio de Suva, Fiyi | Parámetros climáticos promedio de Suva, Fiyi | Parámetros climáticos promedio de Suva, Fiyi | Parámetros climáticos promedio de Suva, Fiyi |
| Mes                                          | Ene.                                         | Feb.                                         | Mar.                                         | Abr.                                         | May.                                         | Jun.                                         | Jul.                                         | Ago.                                         | Sep.                                         | Oct.                                         | Nov.                                         | Dic.                                         | Anual                                        |
| -------------------------------------------- | -------------------------------------------- | -------------------------------------------- | -------------------------------------------- | -------------------------------------------- | -------------------------------------------- | -------------------------------------------- | -------------------------------------------- | -------------------------------------------- | -------------------------------------------- | -------------------------------------------- | -------------------------------------------- | -------------------------------------------- | -------------------------------------------- |
| Temp. máx. abs. (°C)                         | 35                                           | 36                                           | 37                                           | 34                                           | 34                                           | 32                                           | 32                                           | 32                                           | 32                                           | 34                                           | 34                                           | 36                                           | 37                                           |
| Temp. máx. media (°C)                        | 29                                           | 29                                           | 29                                           | 29                                           | 28                                           | 27                                           | 26                                           | 26                                           | 27                                           | 27                                           | 28                                           | 29                                           | 28                                           |
| Temp. mín. media (°C)                        | 23                                           | 23                                           | 23                                           | 23                                           | 22                                           | 21                                           | 20                                           | 20                                           | 21                                           | 21                                           | 22                                           | 23                                           | 22                                           |
| Temp. mín. abs. (°C)                         | 19                                           | 19                                           | 19                                           | 16                                           | 16                                           | 14                                           | 13                                           | 14                                           | 14                                           | 14                                           | 13                                           | 17                                           | 13                                           |
| Precipitación total (mm)                     | 290                                          | 272                                          | 368                                          | 310                                          | 257                                          | 170                                          | 125                                          | 211                                          | 196                                          | 211                                          | 249                                          | 318                                          | 2977                                         |
| Fuente: BBCweather                           |                                              |                                              |                                              |                                              |                                              |                                              |                                              |                                              |                                              |                                              |                                              |                                              |                                              |

## Demografía

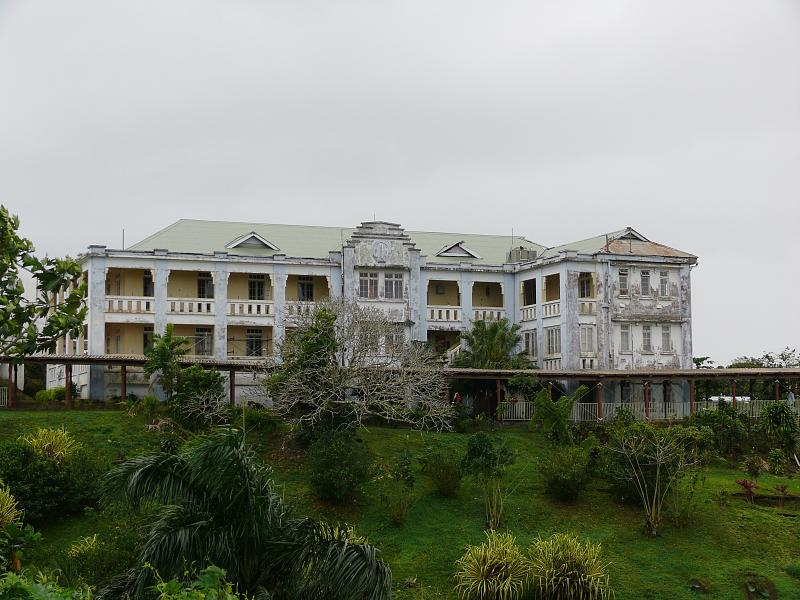
Hospital colonial de Suva.

Según el censo realizado a nivel nacional en el 2007 la población de Suva era de 85 691 personas que incluyendo los suburbios independientes de los alrededores ascendían a 173 399 en el área urbana de Suva del Norte.
Pese a que Suva es una ciudad multirracial y multicultural, hay dos grupos étnicos que destacan sobre los demás en cuanto a su número se refiere: los indígenas fiyianos y los indo-fiyianos, que a su vez son también los dos principales grupos étnicos del país. La población de la ciudad incluye también importantes minorías caucásicas y chinas, entre otras. La mayoría de extranjeros viviendo en Fiyi por motivos laborales se encuentran en Suva. El idioma más hablado en la ciudad es el inglés, pero el fiyiano, el cantonés y el indostánico también se hablan en ciertas áreas de la ciudad.
| 141 273 | 167 975 | 85 691 | 88 691 |

## Economía
A diferencia de la mayoría de ciudades y pueblos de Fiyi, Suva no creció alrededor de una industria, sino que gradualmente se desarrolló como un eje, en una de las ciudades más grandes de las islas del Pacífico. Suva es el centro comercial de Fiyi, y la mayoría de bancos con sede en el Pacífico la tienen en Suva, incluyendo ANZ y el Westpac. La mayoría de las instituciones financieras nacionales, organizaciones no gubernamentales y los ministerios y departamentos gubernamentales también tienen su sede en la ciudad. En un momento dado, tanto Air Pacific como Air Fiji tenían su sede en Suva.
Una gran parte del transporte marítimo internacional de Fiyi se lleva a cabo en el puerto de Suva, así como el atraque de cruceros internacionales, lo que ha dado lugar a un crecimiento de la industria turística de la ciudad. Muchos servicios se proporcionan en Suva y es la base de la actividad industrial y comercial de la ciudad.
También hay grandes zonas industriales, siendo más numerosas en Walu Bay, donde hay una saturación de fábricas, almacenes y empresas de importación y exportación. Esta área contiene muchos astilleros para la construcción y reparación de buques, así como áreas de contenedores. También hay una fábrica de cerveza y muchas imprentas. Otras zonas industriales notables se encuentran en Vatuwaqa, Raiwaqa y Laucala Beach.
También hay grandes comerciales y tiendas en Suva con calles populares como Cumming Street y Victoria Parade.

## Arquitectura y urbanismo
El edificio más alto de Fiyi, el Suva Central, ha sido recientemente inaugurado y se levanta a 24.6 metros más que el Edificio del Banco de Reserva de Fiyi. Suva Central es hoy en día la edificación más alta de la región Insular Pacífica. Otra estructura muy conocida es la Biblioteca de Suva, construida en 1909 y financiada por el empresario y magnate Andrew Carnegie.

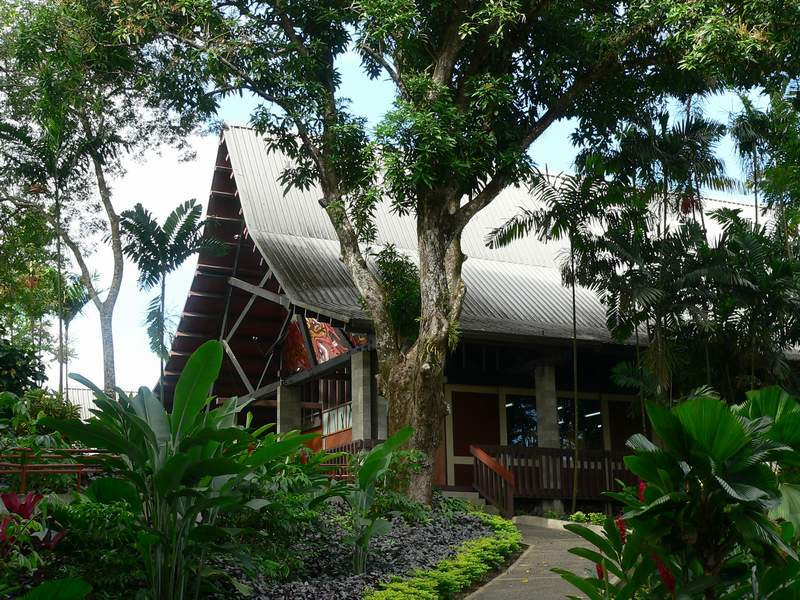
Edificio del Foro de las Islas del Pacífico.

El complejo de edificios gubernamentales ocupa lo que una vez fue un terreno pantanoso de manglares, el cual fue drenado en 1935 y aproximadamente 5 km de concreto armado fue usado para cementar el área para que pudiera soportar los grandes edificios que iban a ser construidos. El edificio central fue terminado en 1939; una nueva ala fue terminada en 1967. Sin embargo, el parlamento de Fiyi fue movido hacia otra localidad en la calle Ratu Sukuna en 1992.
La Casa Gubernamental fue la antigua residencia de los gobernadores coloniales de Fiyi y después de su independencia en 1970, la de los Gobernadores Generales de Fiyi. Es ahora la residencia oficial del Presidente. Originalmente construida en 1882, tuvo que ser reconstruida en 1928, después de serios daños tras una tormenta eléctrica en 1921.
El campus en Suva de la Universidad del Pacífico Sur (UPS) ocupa lo que una vez fue una base de hidroaviónes de Nueva Zelanda. Es el más largo de los campus de la UPS que se encuentran por todo el Pacífico Sur.
El Museo de Fiyi, localizado en los Jardines Thurston, fue fundado en 1904 y originalmente ocupaba la antigua alcaldía, pero se movió a su presente local en 1954. El museo alberga la colección más extensiva de artefactos fiyianos del mundo, y también es una institución educacional y de investigaciones, especializada en arqueología, la preservación de tradiciones orales fiyianas, y la publicación de material acerca de la cultura y lenguaje de Fiyi.
Suva tiene alrededor de 78 parques. Estos incluyen el nuevo Jardín Takashi Suzuki y el Jardín Thurston. Abierto en 1913, los Jardines Thurston están repletos con flora de toda la región del Pacífico Sur. El Parque Apted, es un lugar ideal para ver el amanecer y el anochecer.

### Parques y jardines

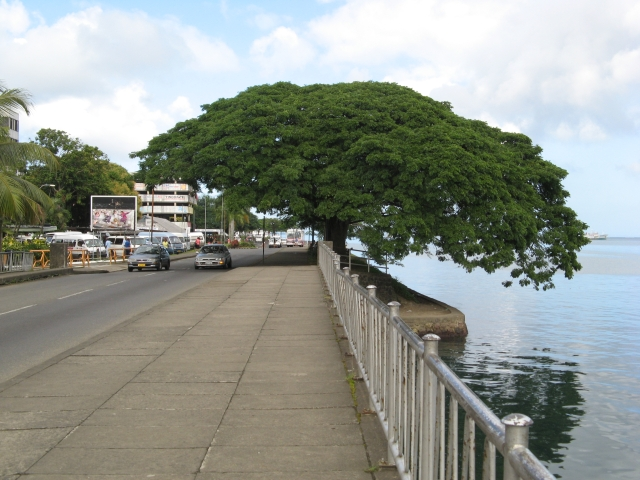
Vista del paseo marítimo de Suva.

Suva cuenta con un buen número de parques y jardines para el esparcimiento de sus ciudadanos, siendo el más importante Albert Park, situado en el centro de la ciudad y que es famoso por ser el escenario de muchos acontecimientos históricos nacionales, como la Independencia de Fiyi, el aterrizaje de Charles Kingsford Smith en la Cruz del Sur así como muchos desfiles y carnavales. Sukuna Park, también en el Distrito financiero es un parque recreativo popular que alberga numerosos espectáculos y eventos con carácter semanal.
Destaca Thurston Gardens, el principal jardín botánico de la ciudad y la ubicación del Museo de Fiyi. Es también popular el paseo Queen Elizabeth que discurre a lo largo de playa de Suva. Muchos de los residentes de la ciudad realizan el trayecto hasta la Reserva Colo-i-Suva Forest, situada a escasos kilómetros del centro de la ciudad, para nadar y bañarse bajo las cascadas.

### Otras infraestructuras
El programa Traffic Oceanía Pacífico Sur está financiado por el Foreign and Commonwealth Office del Reino Unido, se encuentra en la capital, en las oficinas del Programa WWF del Pacífico Sur. El programa no solo ayuda en la aplicación de la CITES, sino que también fortalece la colaboración con el Fondo Mundial para la Naturaleza.
La escuela de enfermería da cobertura para los estudiantes de esta disciplina a nivel regional. Por otro lado el colegio de aprendizaje avanzado se encarga de la educación ocupacional en la ciudad, que junto al TPAF es la autoridad que intenta dar productividad económica a sus habitantes y capacitarlos para la vida laboral con su programa de formación.
La secretaría de la Comunidad del Pacífico (SPC) es la oficina de la organización supranacional de la región del Pacífico en la ciudad. Otra oficina similar con importante presencia es la del Foro de las Islas del Pacífico. El centro para la comisión de geociencias aplicadas es la sede de actividades científicas relacionadas con esta disciplina a nivel del Pacífico sur. Greenpeace Pacífico también tiene su sede en la ciudad.
La sede del PNUD en Suva gestiona el trabajo de las Naciones Unidas para el desarrollo de las islas minoritarias del Pacífico. El banco asiático de desarrollo tiene su sede en la ciudad y junto Alliance Française trabaja para el desarrollo económico en la isla.
También encontramos compañías internacionales como Mindpearl Ltd , la cual  comenzó en 1999 como un centro de contacto cautivo donde el elemento vital y la base completa de la oferta era proporcionar atención al cliente ininterrumpida las 24 horas del día, los 7 días de la semana, en varios idiomas a los clientes y pasajeros de un consorcio de 11 aerolíneas europeas encabezadas por Swissair. Avancemos rápidamente hasta 2018 y Mindpearl se ha diversificado con éxito para admitir muchas marcas que no son aerolíneas. Hoy, Mindpearl ofrece soluciones de centro de contacto para nombres globales en las industrias de aviación (Swiss International Airlines, Lufthansa, Brussels Airlines, Malaysia Airlines, Edelweiss, Eurowings) telecomunicaciones, venta minorista y control de peso, ofreciendo servicios multilingües en todo el mundo (también en Ciudad del Cabo en Sudáfrica, Kuala Lumpur en Malasia, Lima en Perú, y  Essen en Alemania) las 24 horas del día, los 7 días de la semana, según sea necesario.

## Gobierno municipal

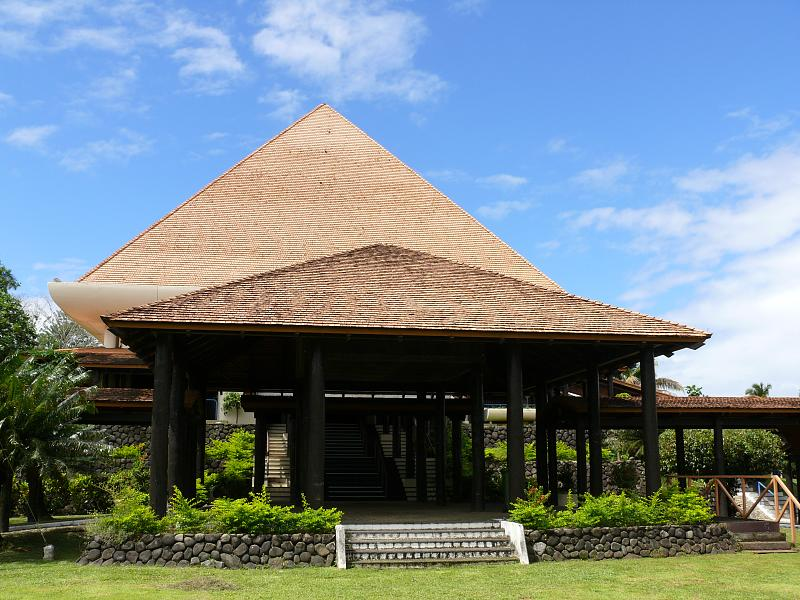
Edificio del Parlamento de Fiyi.

Suva tiene un estatus municipal y es gobernado por un alcalde y un ayuntamiento que cuenta con veinte concejales miembros, elegidos por los residentes, propietarios y representantes de las empresas propietarias o que ocupan la propiedad tasable en Suva durante períodos de tres años a partir de cuatro circunscripciones plurinominales llamadas pabellones.
Sin embargo, el actual gobierno interino en vigor ha reformado y reestructurado todos los consejos municipales a partir de octubre de 2008 y la posición del alcalde es ahora nula. Ahora se encuentra en vigor el cargo de administrador especial, que equivale al de alcalde, pero en vez de elegidos, los administradores son seleccionados por el Ministerio de Gobierno Local. En la actualidad, el administrador especial de la ciudad de Suva es Chandu Umaria, antiguo alcalde que fue el responsable, durante su mandato, de muchas de las obras acontecidas para el embellecimiento de la ciudad.

## Cultura

### Música y festivales
Como capital de Fiyi Suva es el principal centro cultural del país, acogiendo por ejemplo muchos conciertos, algunos de ellos procedentes de otros países. Los conciertos y espectáculos suelen ser celebrados en alguno de los principales parques de la ciudad con la instalación de escenarios. Por la ciudad pasaron conocidos grupos internacionales como UB40, Lucky Dube o Sean Kingston entre otros.
Para promocionar el cine de Bollywood en la zona también han pasado por la ciudad cantantes como Shaan, Sonu Niigaam, Sunidhi Chauhan y actores como Shahrukh Khan, Priyanka Chopra, o Rajpal Yadav entre otros.
A lo largo del año son celebrados en Suva diversos festivales relacionados con el arte, la música y el comercio aunque en una escala pequeña. Hay no obstante algunos festivales grandes celebrados anualmente como el Festival Hibiscus (carnaval más grande de las islas del Pacífico sur) y el Fiji Show Case, que incluye una feria de juegos mecánicos, comidas, así como magia y espectáculos circenses.

### Cocina y vida nocturna
Suva ofrece una experiencia culinaria variada e interesante en la que están representados los principales platos de diferentes cocinas, siendo especialmente populares los restaurantes de las cocinas china, india e italiana y por supuesto la fiyiana. También por las noches, especialmente los fines de semana, hay numerosos puestos callejeros de comida que atienden a los medios de vida nocturna de la ciudad.
Suva tiene una vida nocturna vibrante, donde la mayoría de las discotecas y bares abren por la tarde y permanecen abiertos hasta altas horas de la madrugada. La vida nocturna de Suva es variada y acoge muy diversos gustos musicales. La ciudad está bien vigilada durante la noche y además de las discotecas, también existen numerosos salones y burdeles orientados a un público mayor de edad.

### Cine
Suva cuenta con un complejo de cine principal, el Village Six, situado en el centro de la ciudad y que tiene seis salas y es propiedad de los hermanos Damodar. Los anteriormente célebres cines Regal y Phoenix, propiedad de los hermanos Sharan, actualmente se encuentran cerrados. El complejo urbano Damodar (también propiedad de los hermanos Damodar), que se encuentra en construcción en la zona comercial de Laucala Bay y que tendrá otras 6 salas de cine además de tiendas, restaurantes y cafés se espera que esté terminado a lo largo de 2013.
Otra característica interesante de Suva es el creciente número de filmaciones de películas de Cine Bollywood en la zona centro de la capital, donde a mediados de 2012 se habían producido alrededor de 6 películas.

## Transporte
Suva tiene un sistema de transporte público que consiste en autobuses y taxis que sirven a la zona metropolitana de Suva, así como a las ciudades de Nasinu, Nausori y el pueblo de Lami. También hay servicios regulares de autobuses que conectan Suva con otros pueblos y ciudades en Viti Levu por medio de cualquiera de las autopistas con origen en la ciudad.

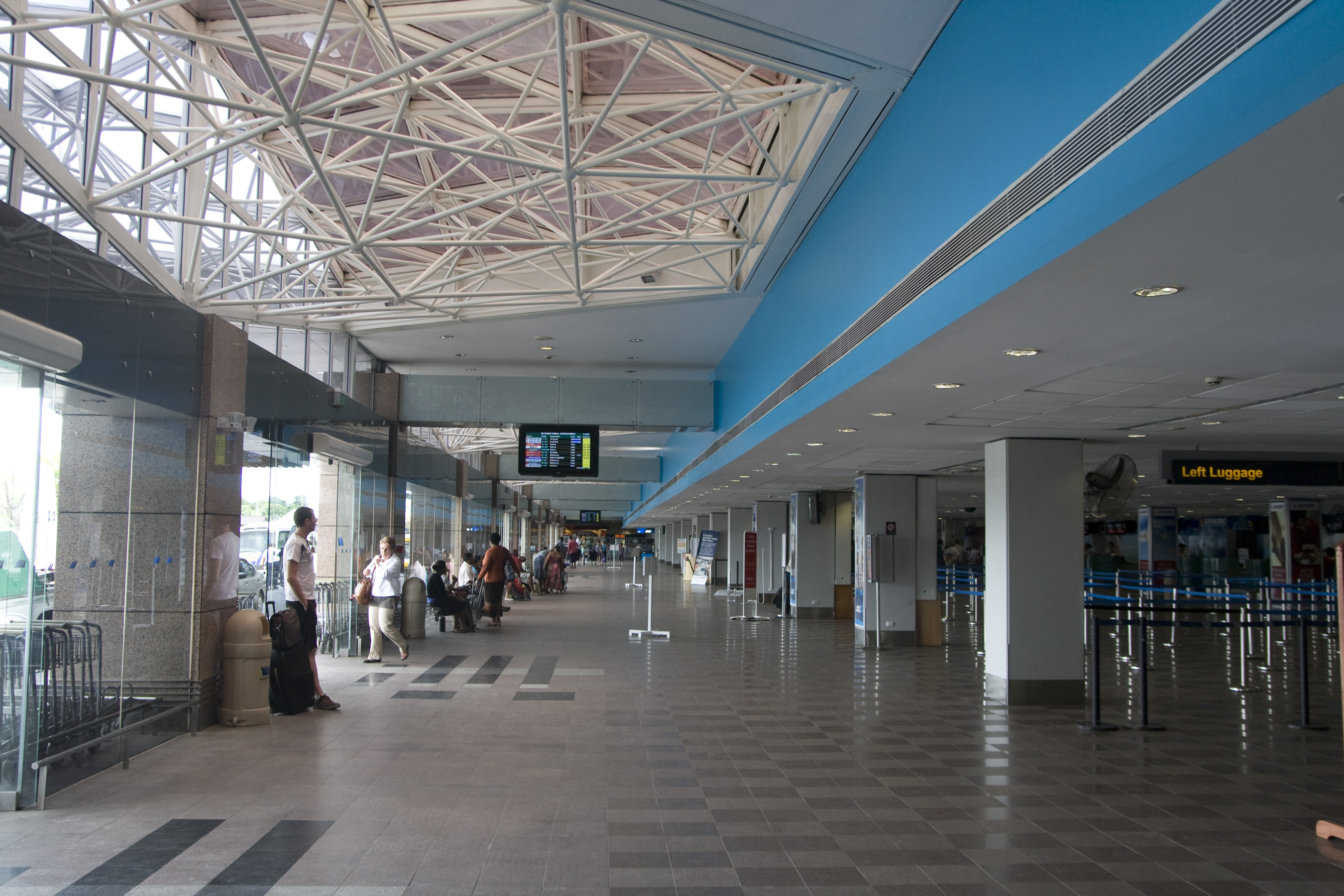
Vista de la terminal de salidas internacionales del Aeropuerto Internacional de Nadi, situado en el norte de Viti Levu.

Desde enero de 2012, se está realizando un estudio de viabilidad por JRK and Associates, en asociación con la empresa canadiense Hatch Mott McDonald, para construir y operar una red de tren monorraíl de Suva, a través del corredor Suva - Nausori para tratar de aliviar la congestión y los problemas de tráfico. Se espera que la construcción del sistema comience en 2013.
Suva también cuenta con un puerto del que salen ferris a las otras islas de Fiyi así como a otras islas de la Polinesia, además de los servicios de cruceros que recalan en la Suva Kings Wharf.

### Transporte aéreo
La ciudad cuenta con el Aeropuerto Internacional de Nausori situado a tan solo 23 km, y orientado principalmente al tráfico entre las islas de Fiyi. Las conexiones internacionales de Suva con otras ciudades son realizadas principalmente por el Aeropuerto Internacional de Nadi, situado al norte de la isla de Viti Levu y que cuenta con rutas a ciudades como Brisbane y Sídney en Australia. Desde agosto de 2010, Air Pacific comenzó a volar dos veces por semana desde el aeropuerto internacional de Nausori a Auckland, en Nueva Zelanda complementando así sus 13 vuelos semanales desde Nadi; además en la segunda mitad de 2012 se reanudó la ruta con Sídney desde dicho aeropuerto. También ofrece servicios a las islas cercanas de Tonga y Tuvalu, así como a la dependencia de Rotuma.

## Educación
Las instituciones educativas con mayor presencia en la ciudad son:
| Universidad                        | Acrónimo | Fundación | Disciplina | Tipo      |
| ---------------------------------- | -------- | --------- | ---------- | --------- |
| Escuela de medicina de Fiyi        | FSM      | 1885      | medicina   | pública   |
| Universidad del Pacífico Sur       | USP      | 1968      | universal  | pública   |
| Instituto de tecnología de Fiyi    | FIT      | 1963      | técnica    | pública   |
| Universidad teológica del Pacífico | PTC      | 1965      | teología   | religiosa |

## Deporte

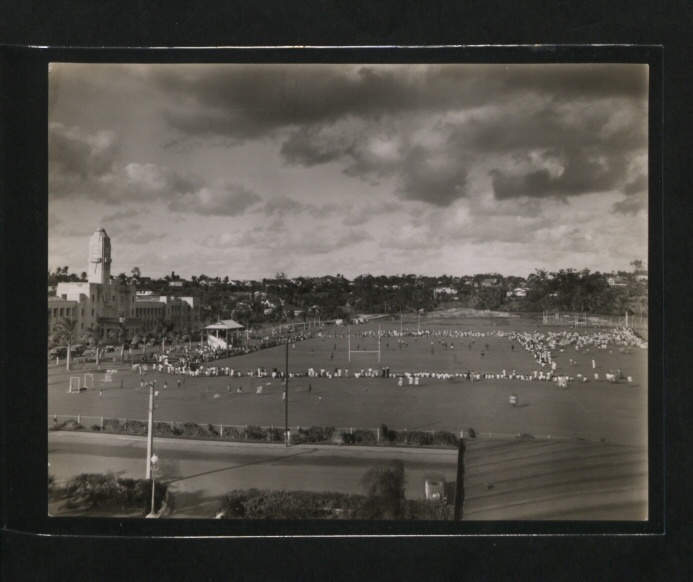
Partido de rugby en Albert Park durante el periodo colonial.

Suva acoge numerosos eventos deportivos regionales y nacionales. Uno de estos eventos que destaca especialmente sobre los demás son los Juegos Coca-Cola, que albergan la mayor reunión y competición de atletismo entre escuelas secundarias del mundo. La capital está representada en los principales eventos y competiciones deportivas de Fiyi en deportes como rugby, netball así como los equipos de fútbol.
En la ciudad se encuentra el National Stadium, estadio multiusos que alberga partidos de fútbol, rugby y rugby a 13. En él juega sus partidos el Suva Football Club, club que ha ganado en dos ocasiones la Liga Nacional de Fútbol de Fiyi, y en ocasiones las selecciones de fútbol y de rugby. También ha acogido los partidos de la Copa Melanesia 2000.
Suva fue la sede de los primeros Juegos del Pacífico, celebrados en 1963. Cuarenta años después, en 2003, los juegos regresaron a la capital de Fiyi en su duodécima edición, con un completo programa de 32 deportes introducidos por primera vez. Suva también había acogido previante en 1979 la sexta edición de los juegos. Después de haber organizado el evento tres veces, Suva es la ciudad donde más veces se han llevado a cabo los Juegos del Pacífico.
Antiguamente también destacaban los deportes tradicionales como el tiqa, ulutoa, veisaga y veisolo, que en los viejos tiempos tenían un sentido práctico, además del recreativo pues ayudaban a capacitar a jóvenes guerreros. Una de esas prácticas consistía en que los hombres mayores llevaban a los hijos varones a practicar sus habilidades de tiro con arco. Había otros deportes que se practicaban en los viejos tiempos que actualmente tampoco se practican.

## Ciudades hermanadas
- Beihai, Guangxi, República Popular China (desde 1993)[16][17]
- Puerto Moresby, Papúa Nueva Guinea (desde 1998)[17]
- Brighton, Tasmania, Australia (desde 2000)[17]
- Seúl, Corea del Sur (desde 2009)[17]
- Provincia de Cantón, República Popular China (desde 2011)[17]